# Джарджу, Мозес
Мо́зес Джа́рджу (англ. Moses Jarju; 5 октября 2003, Гамбия) — гамбийский футболист, защитник одесского «Черноморца».

## Клубная карьера
Футбольную карьеру начал на родине. С 2021 года выступал за клуб «Фортуна» (фарато). В футболке клуба 19 сентября 2021 года дебютировал в Лиге чемпионов КАФ, в проигранном (0:3) выездном поединке 1-го квалификационного раунда против алжирского «ЭС Сетиф». Мозес вышел на поле на 73-й минуте вместо Мусы Ндже. Этот матч так и остался единственным для гамбийца в африканских клубных континентальных соревнованиях.
В начале апреля 2023 года перешёл к новичку УПЛ, «Полесью».

## Карьера в сборной
Выступал за молодёжную сборную Гамбии, в футболке которой дебютировал 21 февраля 2023 года в победном (1:0) поединке группы «C» молодёжного Кубка африканских наций против Туниса. Джарджу вышел на поле в стартовом составе и отыграл весь матч. Участник финального поединка против Сенегала, проигранного гамбийцами со счётом 0:2. Поехал также на молодёжный чемпионат мира в Аргентине. На вышеуказанном турнире сыграл один матч, 23 мая 2023 года в 1 туре против Гондураса, завершившийся победой гамбийцев со счётом 2:1. Мозес вышел на поле в стартовом составе, а на 45+5-й минуте его заменил Дембо Сайдихан.